# 322

## Догађаји
- Петроније Пробије и Амније Аниције Јулијан - римски конзули.
- Краљевство Уду се одвојило од Кине. Ван Тонгова побуна.

## Смрти
- Википедија:Непознат датум — Свештеномученик Василије - хришћански светитељ
- Википедија:Непознат датум — Филогоније Антиохијски